# Riverside-Albert
Pour les articles homonymes, voir Riverside et Albert.
Riverside-Albert est un ancien village du Nouveau-Brunswick, au Canada. Il fait partie du village de Fundy Albert depuis la réforme de la gouvernance locale du 1er janvier 2023.

## Toponyme
Le village résulte de la fusion des villages d'Albert et de Riverside en 1966. Le nom Riverside fut donné par Abner Reid McClelan, lieutenant-gouverneur du Nouveau-Brunswick de 1896 à 1902.

## Géographie

### Géographie physique

#### Situation
Riverside-Albert est situé à 38 kilomètres à vol d'oiseau au sud de Moncton, dans les Trois-Rivières. Le village a une superficie de 3,41 km2.
Riverside-Albert est limitrophe de la paroisse d'Hopewell au nord et de la paroisse d'Harvey au sud.

#### Topographie
Riverside-Albert est bâti sur le flanc des Collines calédoniennes et domine le marais de Chipoudy, la vallée de la rivière éponyme. L'altitude atteint 100 mètres dans le territoire du village mais la colline sur lequel il est construit fait plus de 160 mètres de haut. La rivière Chipoudy longe le sud du village puis coule généralement vers l'est, où elle s'élargit fortement puis après quelques méandres se jette quatre kilomètres plus loin dans la baie de Chipoudy, qui est en fait l'estuaire de la rivière Petitcodiac. Les principaux affluents de la rivière Chipoudy sont le ruisseau Crooked (croche en anglais), qui forme la frontière ouest, et le ruisseau Sawmill (scierie en anglais), qui forme la frontière est. Des rapides se trouve dans le ruisseau Crooked.

### Géographie humaine

#### Logement
Le village comptait 123 logements privés en 2006, dont 120 occupés par des résidents habituels. Parmi ces logements, 92,0 % sont individuels et 8,0 % entrent dans la catégorie autres, tels que les maisons-mobiles. 91,7 % des logements sont possédés alors que 8,3 % sont loués. 100,0 % ont été construits avant 1986 et 16,0 % ont besoin de réparations majeures. Les logements comptent en moyenne 9,0 pièces et 0,0 % des logements comptent plus d'une personne habitant par pièce. Les logements possédés ont une valeur moyenne de 95 871 $, comparativement à 119 549 $ pour la province.

## Histoire

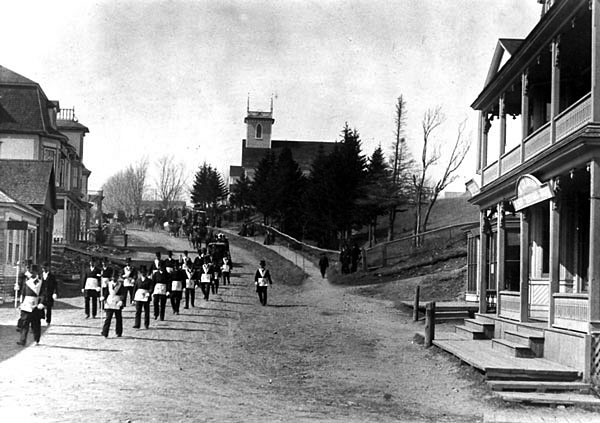
Une parade franc-maçonne vers 1905.
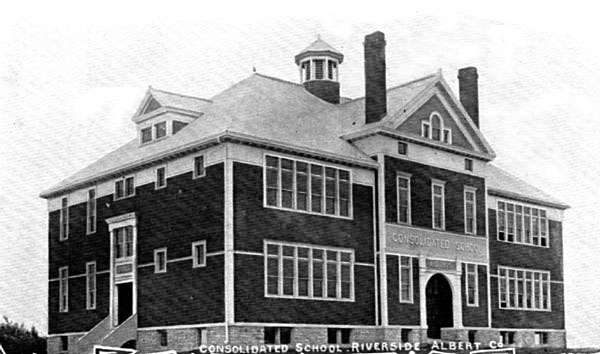
L'école consolidée vers 1920.
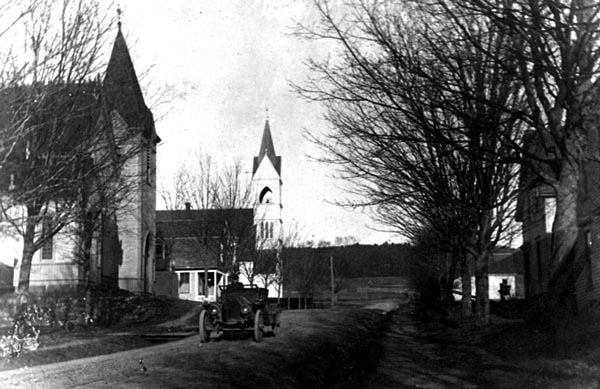
La rue Church vers 1920.
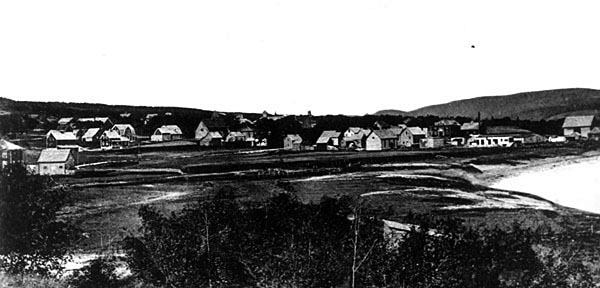
Vue de Riverside-Albert vers 1930.

Riverside-Albert est situé dans le territoire historique des Micmacs, plus précisément dans le district de Sigenigteoag, qui comprend l'actuel côte Est du Nouveau-Brunswick, jusqu'à la baie de Fundy.
Les premiers établissements acadiens sont apparus à partir de 1698 sur les bords de la rivière Chipoudy où de vastes réseaux de digues munies d'aboiteaux ont été construits, à l'instar des rivières rivière Petitcodiac et Memramcook.
Les quartiers d'Albert et de Riverside sont à l'origine une expansion du village d'Hopewell,.
L'école consolidée Riverside est inaugurée en 1905. Riverside-Albert est constitué en municipalité le 9 novembre 1966.

## Démographie
(juillet 2016).
Il y avait 320 habitants en 2006 contre 415 en 1996, soit une baisse de 22,9 % en 10 ans. En termes de population, Riverside-Albert se classe au 245e rang de la province.
| 1981 | 1986 | 1991 | 1996 | 2001 | 2006 | 2011 |
| ---- | ---- | ---- | ---- | ---- | ---- | ---- |
| 478  | 432  | 444  | 415  | 393  | 320  | 353  |

| 2016 | - | - | - | - | - | - |
| ---- | - | - | - | - | - | - |
| 350  | - | - | - | - | - | - |

## Économie
Entreprise Fundy, membre du Réseau Entreprise, a la responsabilité du développement économique.
Riverside-Albert est entouré de fermes.

## Administration
(juillet 2016).

### Conseil municipal
Le conseil municipal est formé d'un maire et de trois conseillers généraux.
Tous les membres de l'ancien conseil sont élus par acclamation le 12 mai 2008. Une élection partielle est tenue le 26 octobre 2009 afin de combler le poste vacant de maire et de deux conseillers mais il n'y a aucun candidat. Le conseil municipal actuel est élu lors de l'élection quadriennale du 14 mai 2012.
Conseil municipal actuel
| Mandat      | Fonctions            | Nom(s)                                                         |
| ----------- | -------------------- | -------------------------------------------------------------- |
| 2012 - 2016 | Maire                | C. Dale Elliott                                                |
| 2012 - 2016 | Conseillers généraux | Shirley L. Barbour, John Jay Lefrançois, Kevin Ronald Rossiter |

Ancien conseil municipal
| Mandat      | Fonctions   | Nom(s)                                              |
| ----------- | ----------- | --------------------------------------------------- |
| 2008 - 2012 | Maire       | C. Dale Elliott                                     |
| 2008 - 2012 | Conseillers | Elizabeth M. Betts, Nancy Dalton, M. Adrian Kennie. |

| Période                                  | Période  | Identité          | Étiquette | Qualité |
| ---------------------------------------- | -------- | ----------------- | --------- | ------- |
| 19??                                     | 2004     | Harley L. Tingley |           |         |
| 2004                                     | 2010     | Malcom E. Fife    |           |         |
| 2010                                     | en cours | C. Dale Elliott   |           |         |
| Les données manquantes sont à compléter. |          |                   |           |         |

### Commission de services régionaux
Riverside-Albert fait partie de la Région 7, une commission de services régionaux (CSR) devant commencer officiellement ses activités le 1er janvier 2013. Riverside-Albert est représenté au conseil par son maire. Les services obligatoirement offerts par les CSR sont l'aménagement régional, la gestion des déchets solides, la planification des mesures d'urgence ainsi que la collaboration en matière de services de police, la planification et le partage des coûts des infrastructures régionales de sport, de loisirs et de culture; d'autres services pourraient s'ajouter à cette liste.

### Représentation et tendances politiques
Riverside-Albert est membre de l'Union des municipalités du Nouveau-Brunswick.
 Nouveau-Brunswick: Riverside-Albert fait partie de la circonscription provinciale d'Albert, qui est représentée à l'Assemblée législative du Nouveau-Brunswick par Wayne Steeves, du Parti progressiste-conservateur. Il fut élu en 1999 puis réélu en 2003, en 2006 et en 2010.
 Canada: Riverside-Albert fait partie de la circonscription fédérale de Fundy Royal, qui est représentée à la Chambre des communes du Canada par Rob Moore, du Parti conservateur. Il fut élu lors de la 38e élection générale, en 2004, puis réélu en 2006 et en 2008.

### Chronologie municipale
- 1787: Érection de la paroisse d'Hopewell dans le comté de Westmorland.
- 1837: Une portion du territoire qui avait été donné au comté de Saint-Jean est restituée à la paroisse.
- 1838: Création de la paroisse d'Harvey à partir d'une portion de la paroisse d'Hopewell et du comté de Saint-Jean.
- 1845: Création du comté d'Albert à partir d'une portion du comté de Westmorland, dont la paroisse d'Hopewell.
- 1966: La municipalité du comté d'Albert est dissoute. La paroisse d'Hopewell devient alors un district de services locaux[20],[21]. Les villages de Riverside et d'Albert sont fusionnés.

## Vivre à Riverside-Albert
Le village est traversé par la route 114. Le détachement de la Gendarmerie royale du Canada le plus proche est situé à Hillsborough.
L'école Riverside Consolidated accueille les élèves de la maternelle à la 5e année en anglais. C'est une école publique faisant partie du district scolaire 2. Construite en 1905, c'est la plus ancienne école consolidée encore utilisée dans la province.
Le village bénéficie du Centre de santé et de mieux-être du comté d'Albert, d'un poste d'Ambulance Nouveau-Brunswick, d'une caserne de pompiers et d'un foyer de soins agréés, la Forest Dale Home. Il y a également un bureau de poste.
L'église St. Alban's est une église anglicane. L'église Holy Ghost est une église catholique romaine faisant partie de l'archidiocèse de Moncton.
Le quotidien anglophone est Telegraph-Journal, publié à Saint-Jean, et le quotidien francophone est L'Acadie nouvelle, publié à Caraquet.

## Culture

### Langues
Selon la Loi sur les langues officielles, Riverside-Albert est officiellement anglophone puisque moins de 20 % de la population parle le français.

## Sport et parcs
Riverside-Albert benéficie de 2 sentiers de randonnée :
- le sentier de Crooked Creek qui serpente le long d'une colline pour finir devant les chutes d'eau du même nom ;
- le sentier transcanadien dont une portion traverse le territoire du village.